# دون‌ژوان تنوریو
دان جوان تنوریو (انگلیسی: Don Juan Tenorio) یک فیلم سیاه‌وسفید مکزیکی در سبک صامت است که در سال ۱۸۹۸ منتشر شد. کارگردان فیلم سالوادور توسکانو می‌باشد.